# Итальянское барокко

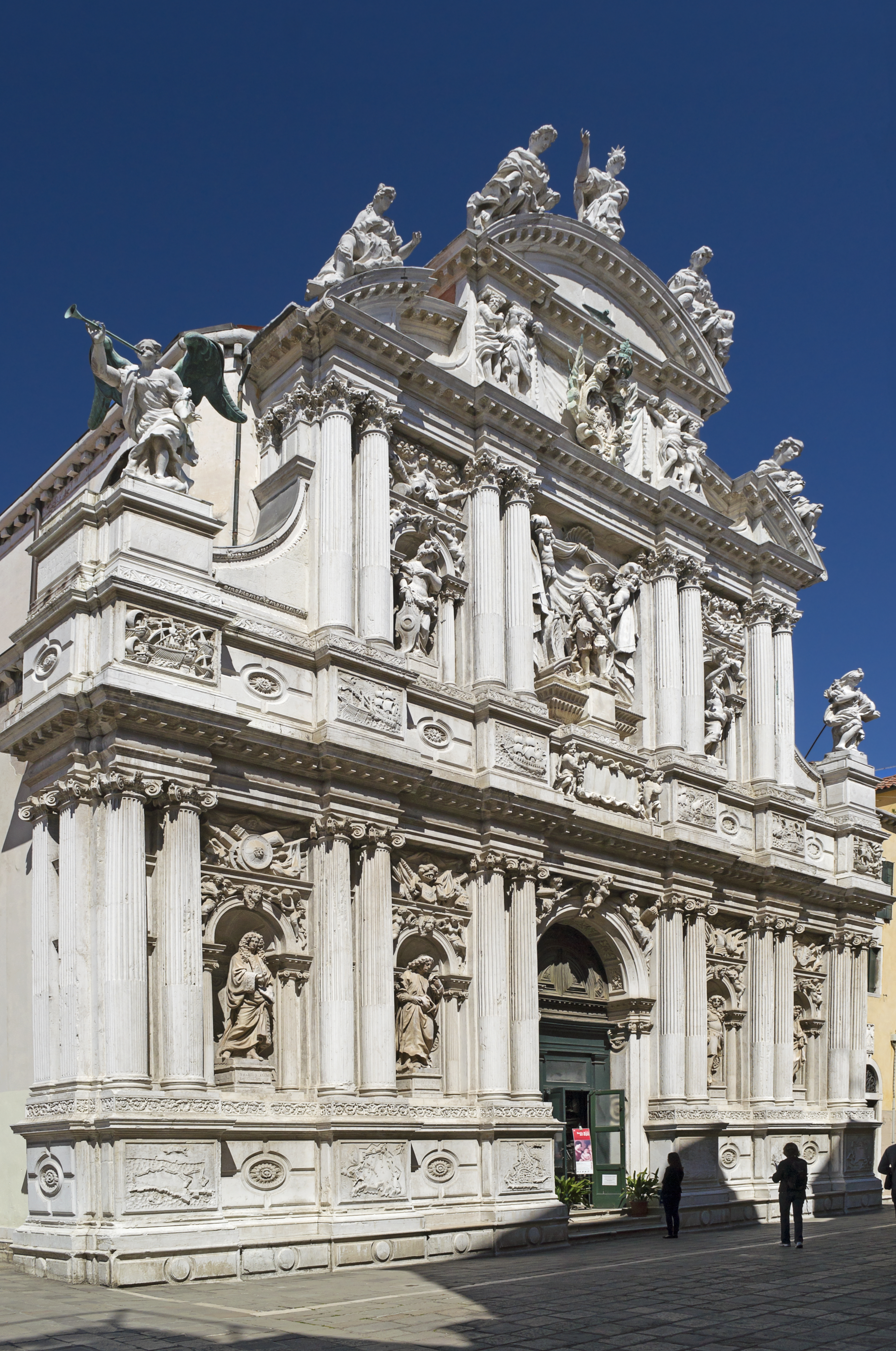
Церковь Санта-Мария-дель-Джильо в Венеции. 1624—1699

Итальянское барокко (итал. Barocco) — историко-региональный художественный стиль и соответствующий период в истории итальянской культуры второй половины XVI—XVII веков.

## Предпосылки возникновения стиля
Один из самых крупных исторических художественных стилей — барокко — зародился в Италии, прежде всего в Риме, поскольку именно в этом городе на исходе эпохи Итальянского Возрождения сложились все необходимые условия.
Стиль барокко возник в архитектуре на основе переосмысления классических архитектурных форм, в первую очередь античной ордерной системы, а классическая архитектура лучше всего представлена в Вечном городе. К тому же мастера эпохи Высокого Возрождения первой четверти XVI в. уже создали необходимые предпосылки. Дальнейшее развитие было возможно всего лишь двумя путями: повторением и вариациями пройденного (маньеризм) либо поисками нового (барокко). Мастера барокко прежде всего усложнили классическую систему архитектуры за счёт экспрессии, активизации связи архитектурных, а затем живописных и скульптурных форм, с окружающей средой, так называемым «форсированием формы и пространства» (итал. forzato — насильственный, принуждённый). Барокко свойственны контрастность, напряжённость, динамичность образов, аффектация, обострённая чувственность; стремление к величию образов и пышности форм, к совмещению реальности и иллюзии, к слиянию различных родов, видов и жанров искусства в грандиозных монументах, городских и дворцово-парковых ансамблях.
Мировоззренческие основы стиля барокко сложились в результате потрясений, какими стали для XVI века Реформация и учение Коперника. Изменились утвердившееся в античности представление о мире как о разумном и постоянном единстве, а также ренессансное представление о человеке как о центре мира. По выражению Паскаля, человек стал осознавать себя «чем-то средним между всем и ничем», «тем, кто улавливает лишь видимость явлений, но не способен понять ни их начала, ни их конца».
Система формальных признаков, характеризующих искусство барокко, «была разработана в кругах Рима и Болоньи на рубеже XVI и XVII веков, в десятилетия, совпавшие с годами понтификатов Сикста V (1585—1590) и Павла V (1605—1621). Церковь, хотя и утратила влияние на значительной части территорий Европы в результате Реформации, чувствовала себя победительницей, поскольку ей удалось уберечь от ереси католическую догму, положения которой были ясно сформулированы Тридентским собором».
Идеологически стиль барокко связан с католичеством и идеями контрреформации, центром которых был Ватикан и папский Рим. Деятельность римских пап по привлечению лучших художников Италии к работе в Риме также способствовала интенсивному развитию искусства римской школы. «Ощущая себя в известном смысле наследниками римских императоров, папы стремились возродить в Вечном городе грандиозный стиль Древнего Рима», благо античность в Риме была перед глазами.
Предтечей стиля барокко в Риме был гениальный Микеланджело, художник Высокого Возрождения. Как и подобает гению, он обгонял своё время. Когда в 1509 году Микеланджело, убрав строительные леса, впервые «приоткрыл» росписи плафона Сикстинской капеллы в Ватикане, римские художники были поражены «из ряда вон выходящим и новым», и, как писал И. Э. Грабарь, «стиль барокко был создан».
Качества барочности присутствуют и в композиции «Страшный суд», созданной Микеланджело на алтарной стене Сикстинской капеллы в 1536—1541 годах, а также в задуманной им композиции гробницы папы Юлия II. Барочной является лестница библиотеки Сан-Лоренцо во Флоренции, построенная Б. Амманати по проекту Микеланджело в 1555—1571 годах.

## Архитектура
Первым образцом итальянского барокко в архитектуре стал собор Святого Петра в Ватикане. В 1547 году папа  Павел III (1534–1549) поручил Микеланджело руководство строительством базилики Сан-Пьетро. Великому мастеру в это время было уже за семьдесят. До него Рафаэль, осуществлявший строительство в 1514–1520 годах, по требованиям папской курии пытался присоединить к центрическому плану Браманте многонефную западную часть, дабы превратить центрический план в базиликальный. Микеланджело, напротив, создал нечто новое.
В архитектуре Микеланджело, как и в скульптурных произведениях, использовал не классицистический принцип формосложения, а противоположный — формовычитания, обеспечивающий наибольшую зрительную цельность и в то же время напряженность, экспрессию. В интерьере собора главным Микеланжело сделал подкупольное пространство, а во внешнем облике здания — стремительно возносящийся к небу купол с типично барочными раскреповками сдвоенных колонн, двойными рёбрами и повторением этого же мотива в фонаре с конусообразным шатром на вершине. Микеланжело задумал купол в форме полусферы, но руководивший впоследствии строительством Джакомо делла Порта заменил эту форму вытянутой — параболической. Фасад собора Св. Петра, возведённый Карло Мадерна в 1607—1612 годах, имеет небывалые размеры: 115 м ширины, 45,5 м высоты, диаметр колонн 3 м! Неравномерная расстановка колонн, как бы сдвигающихся к центру с одновременной раскреповкой — их выдвижением вперёд вместе с антаблементом, создает впечатление сдержанной, но мощной волны, набегающей от краев здания к середине. В дальнейшем аритмия колонн в сочетании с раскреповками антаблемента, вогнутыми и выпуклыми фасадами, станет одной из самых характерных черт барочной архитектуры.

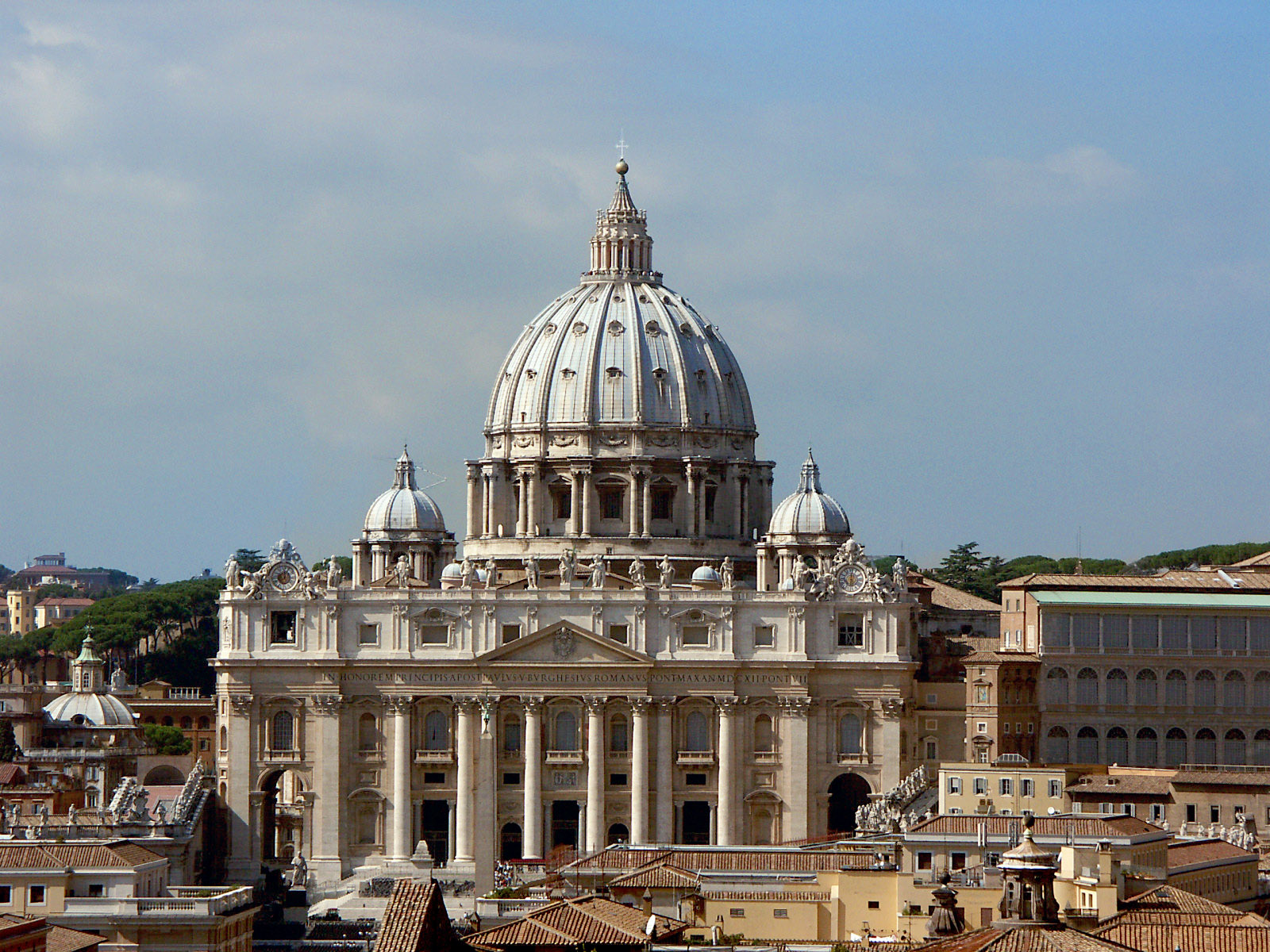
Собор Святого Петра, Ватикан
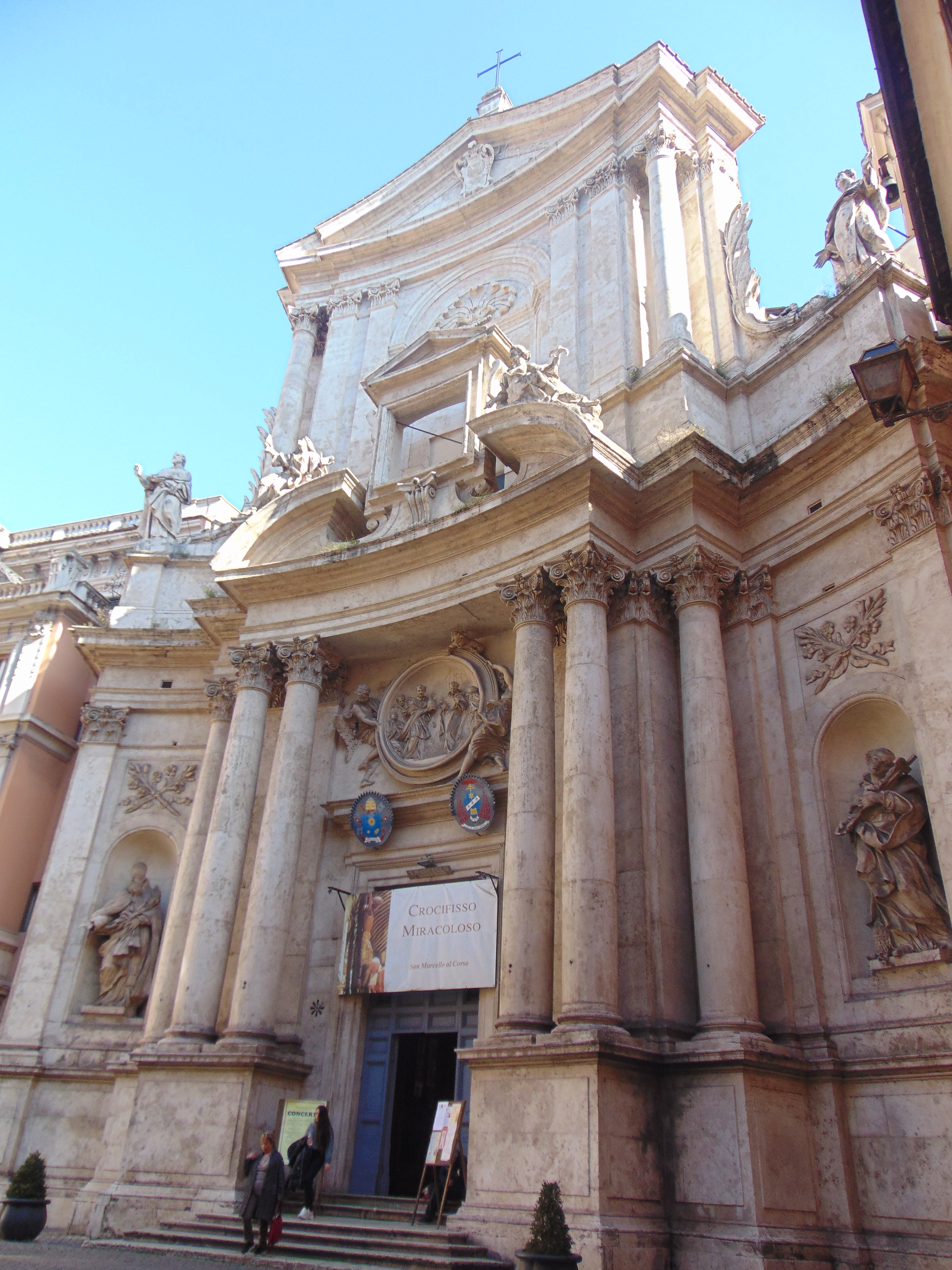
Церковь Сан-Марчелло-аль-Корсо. Архитектор Карло Фонтана. 1681-1687
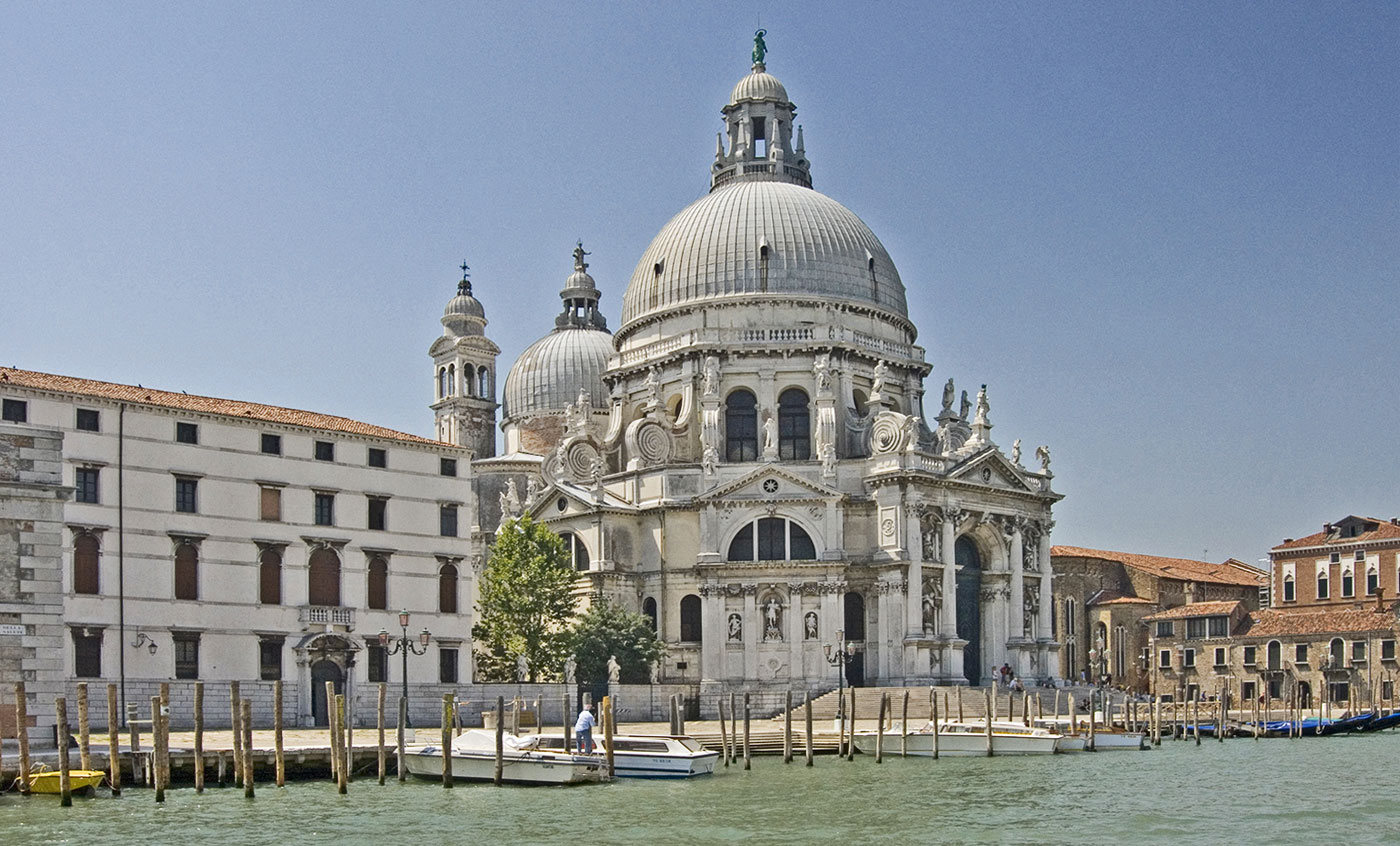
Базилика Санта-Мария-делла-Салюте в Венеции
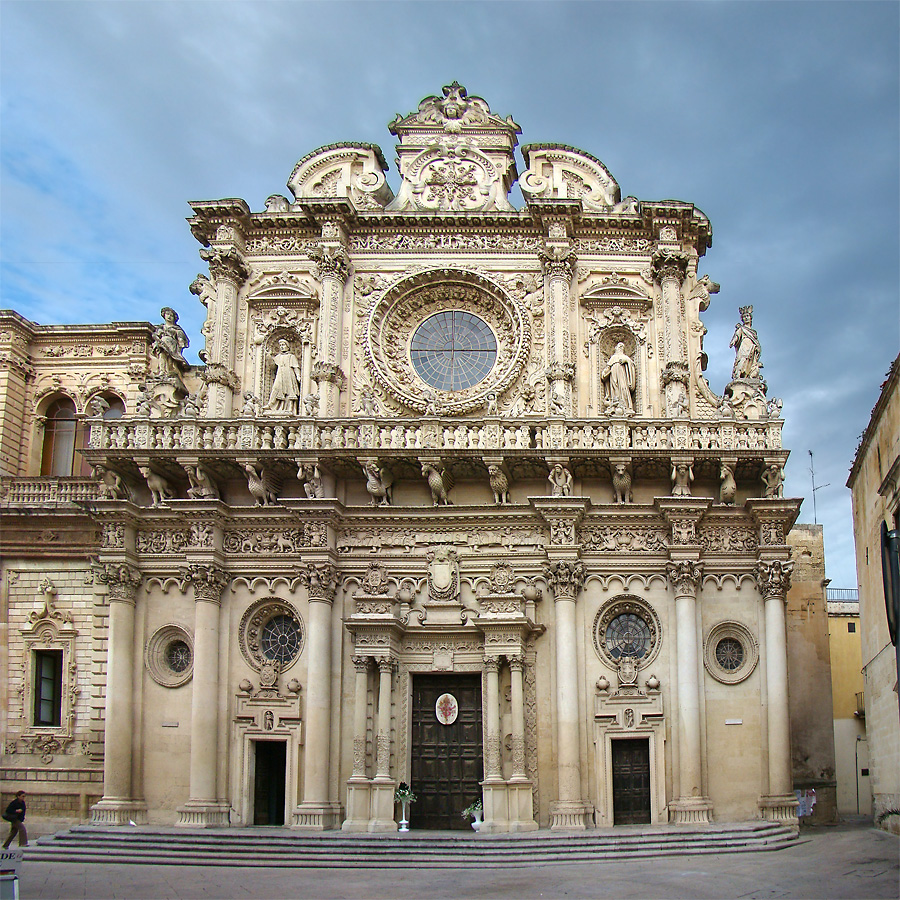
Базилика Санта-Кроче в Лечче, Апулия
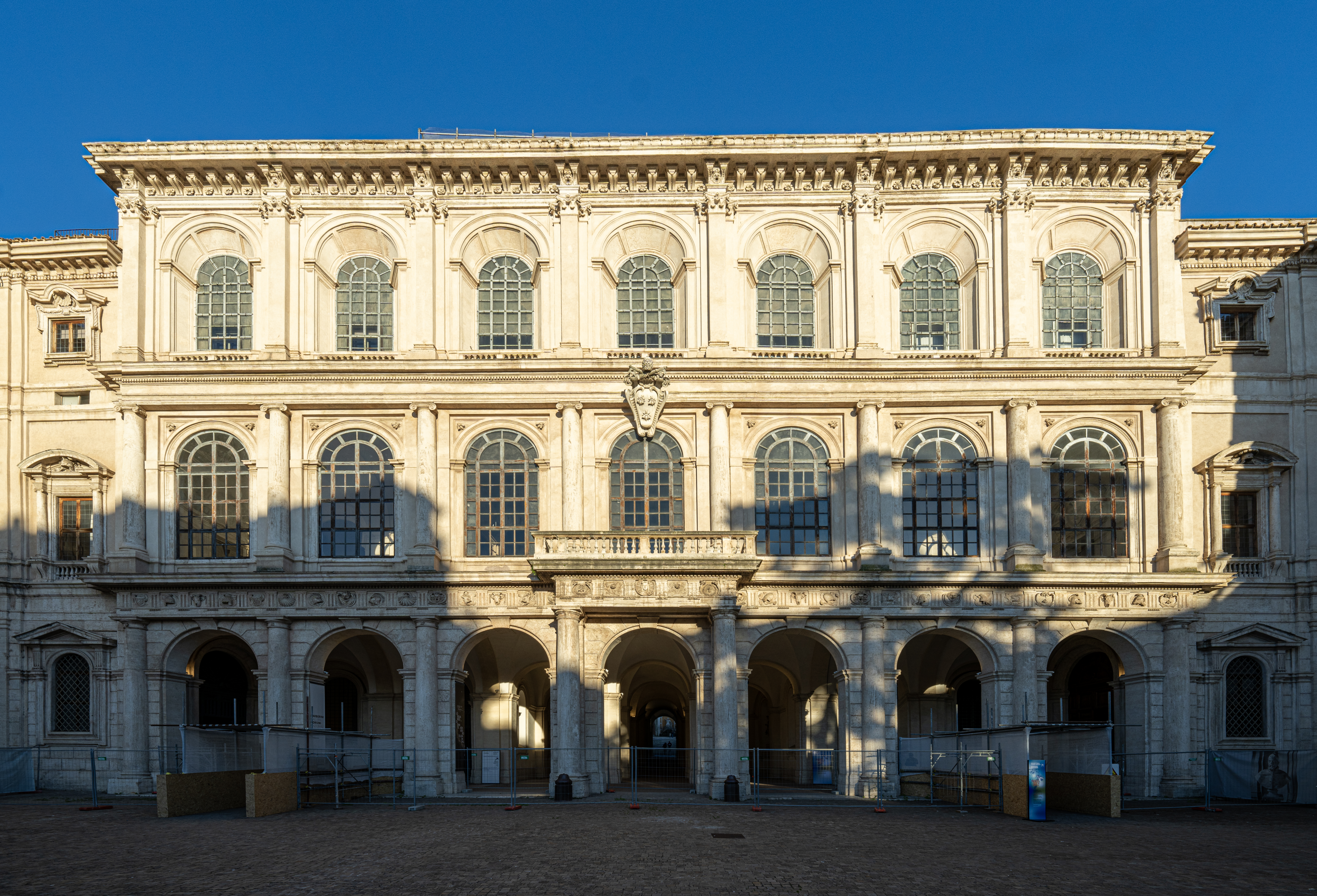
Палаццо Барберини, Рим
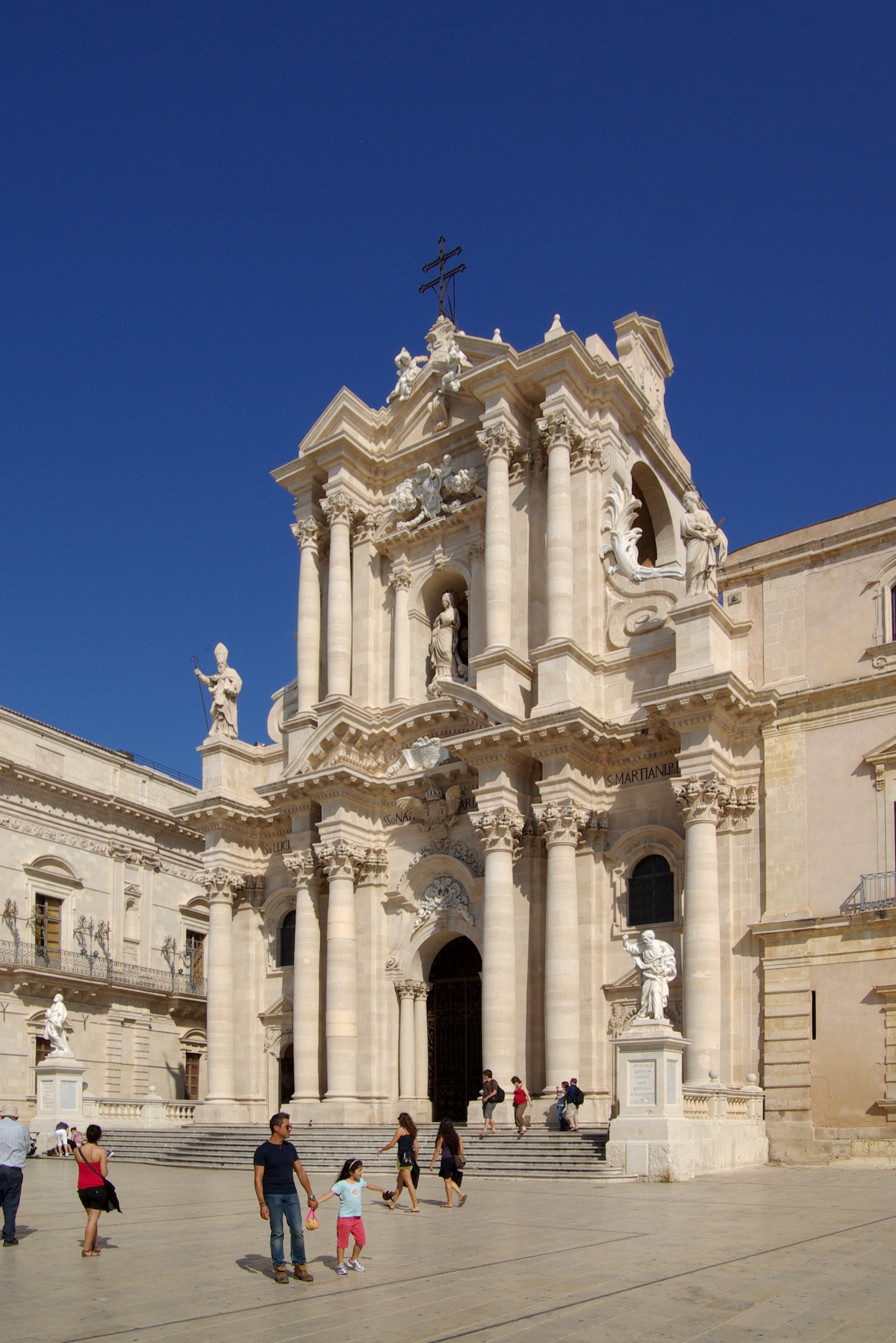
Сиракузский собор. 1728—1753
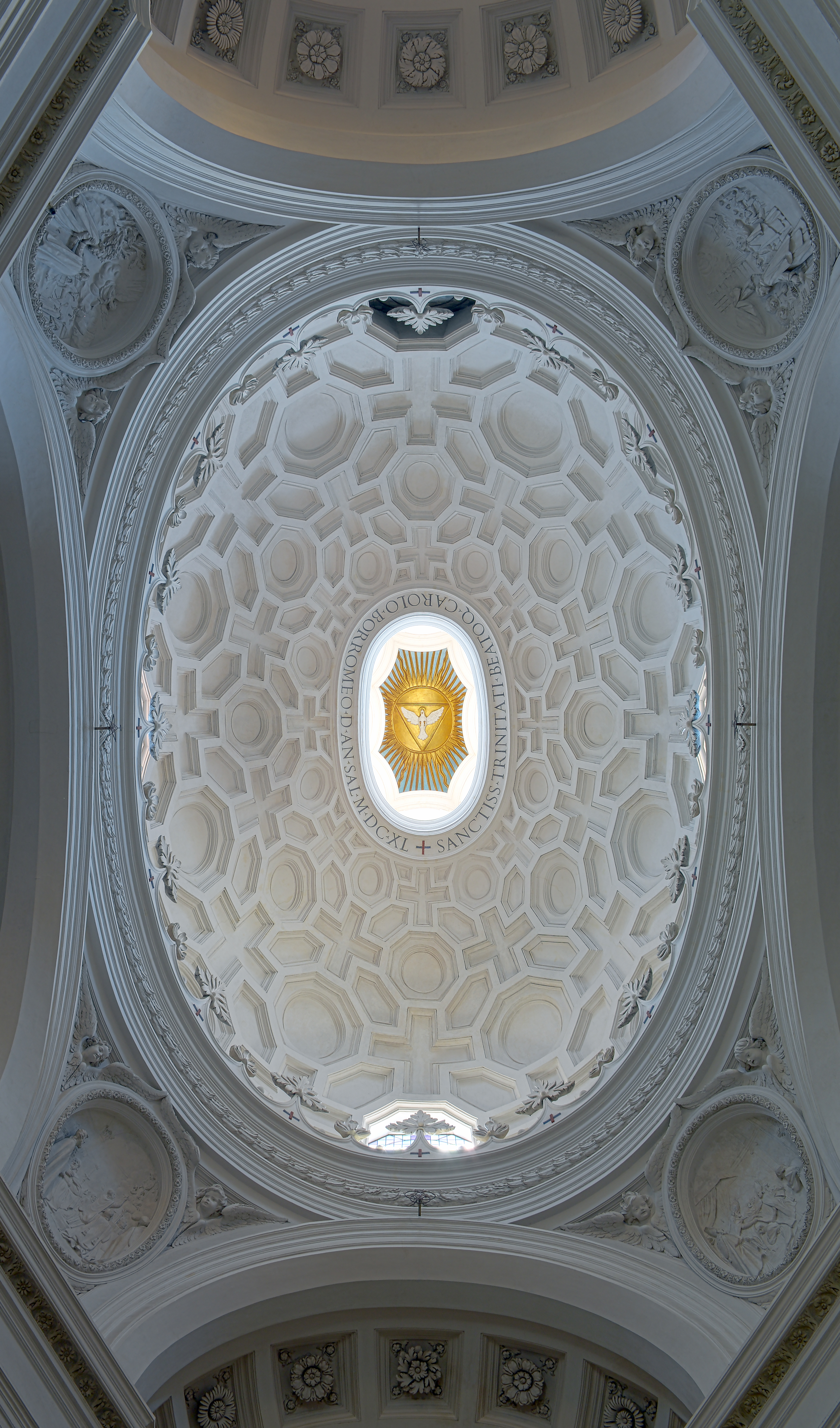
Купол церкви Сан-Карло алле Куатро Фонтане. Аорхитектор Франческо Борромини. 1634-1637
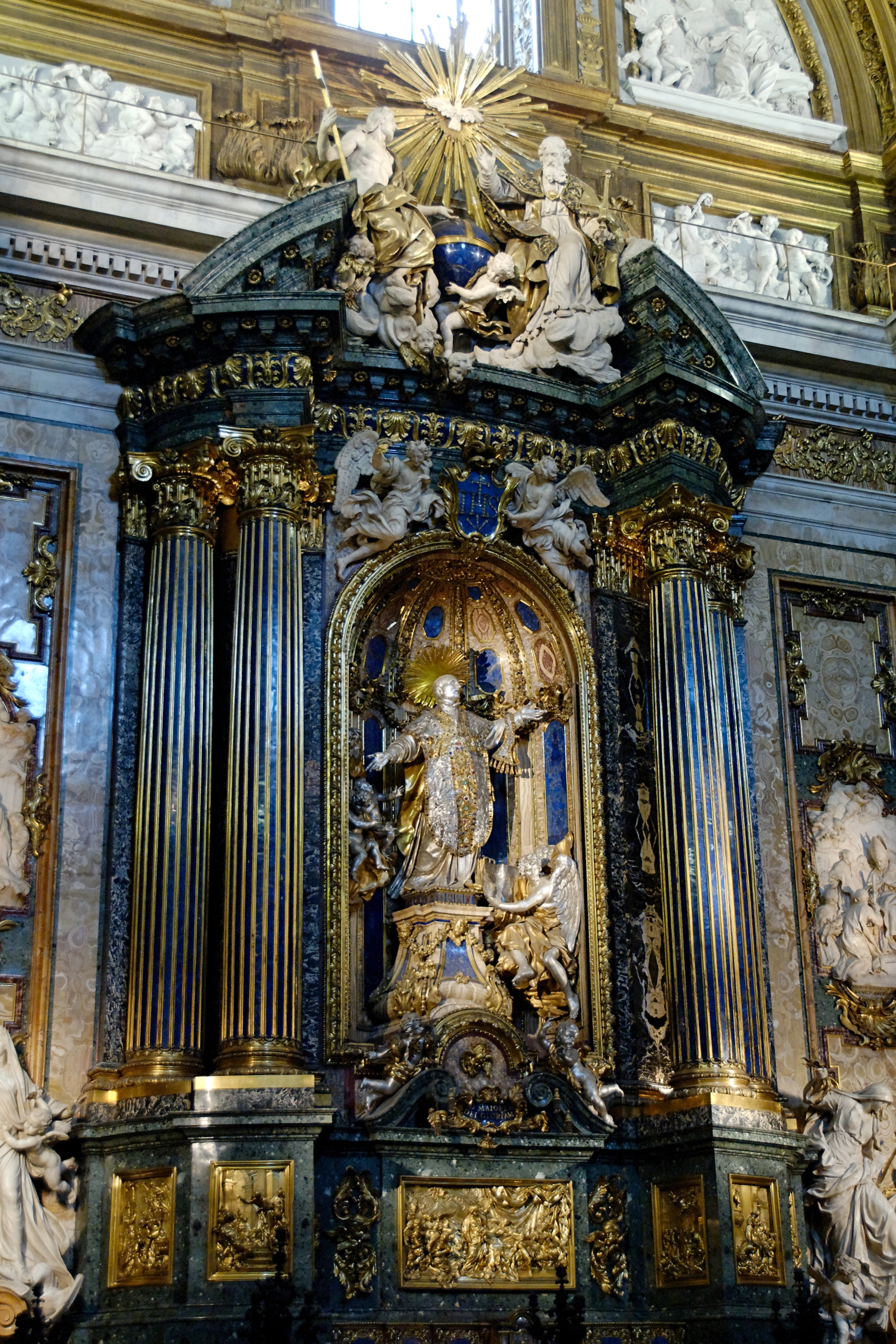
Капелла Св. Игнатия в церкви Иль-Джезу. Архитектор Андреа Поццо

## Живопись

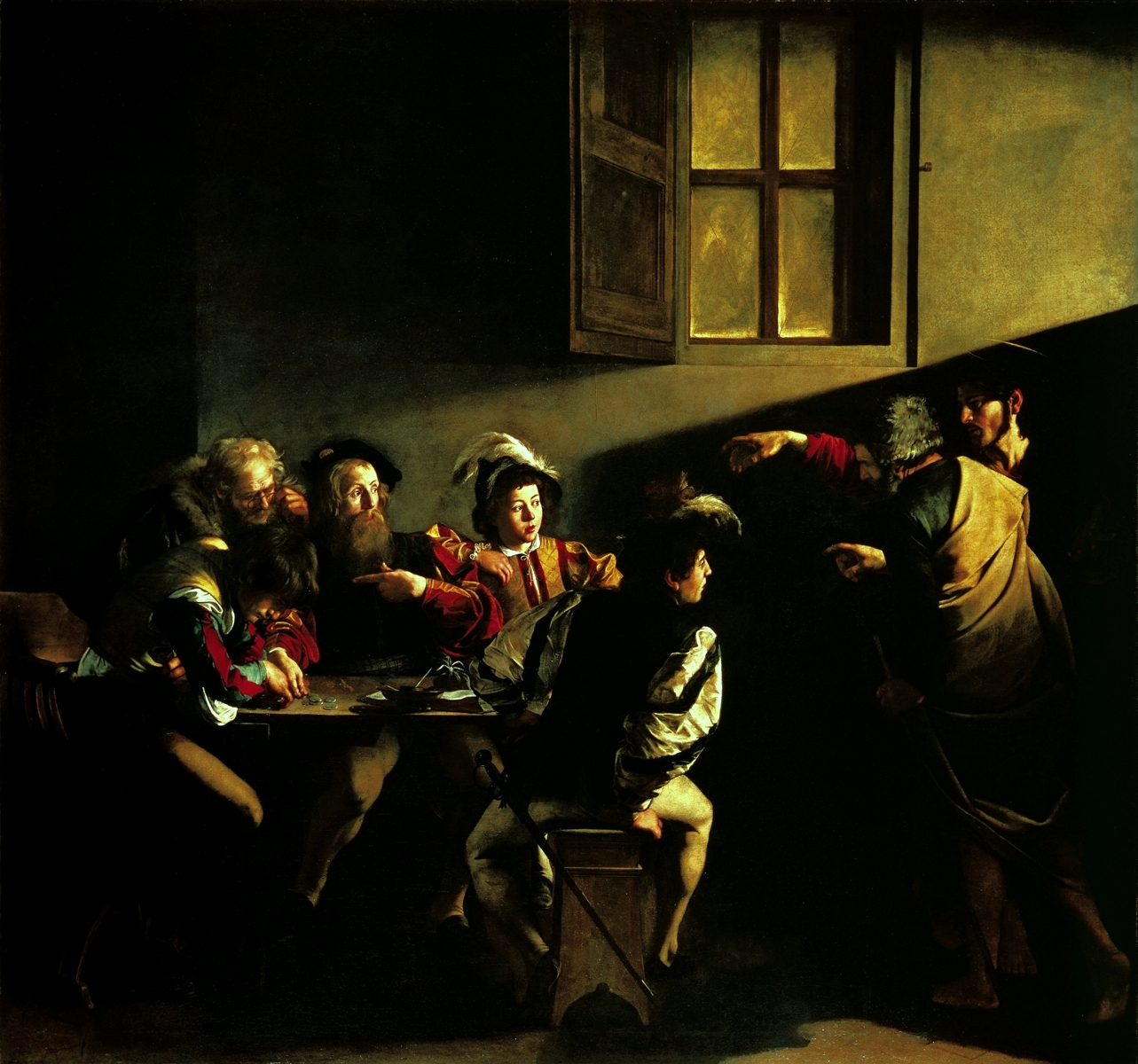
Караваджо. Призвание апостола Матфея. 1599-1600. Церковь Сан-Луиджи-дей-Франчези, Рим
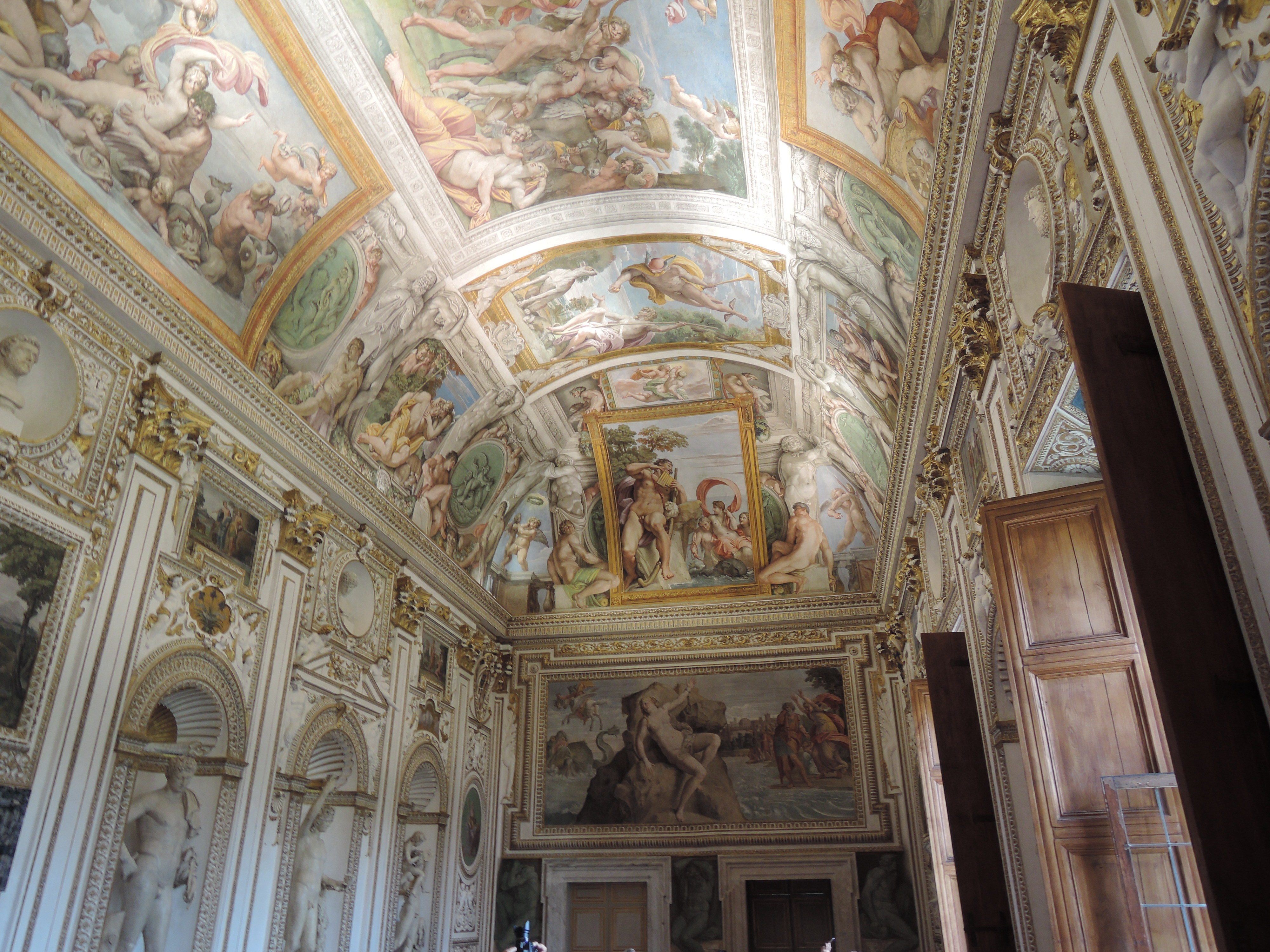
А. Карраччи. Роспись Галереи Фарнезе. 1597-1601. Палаццо Фарнезе, Рим
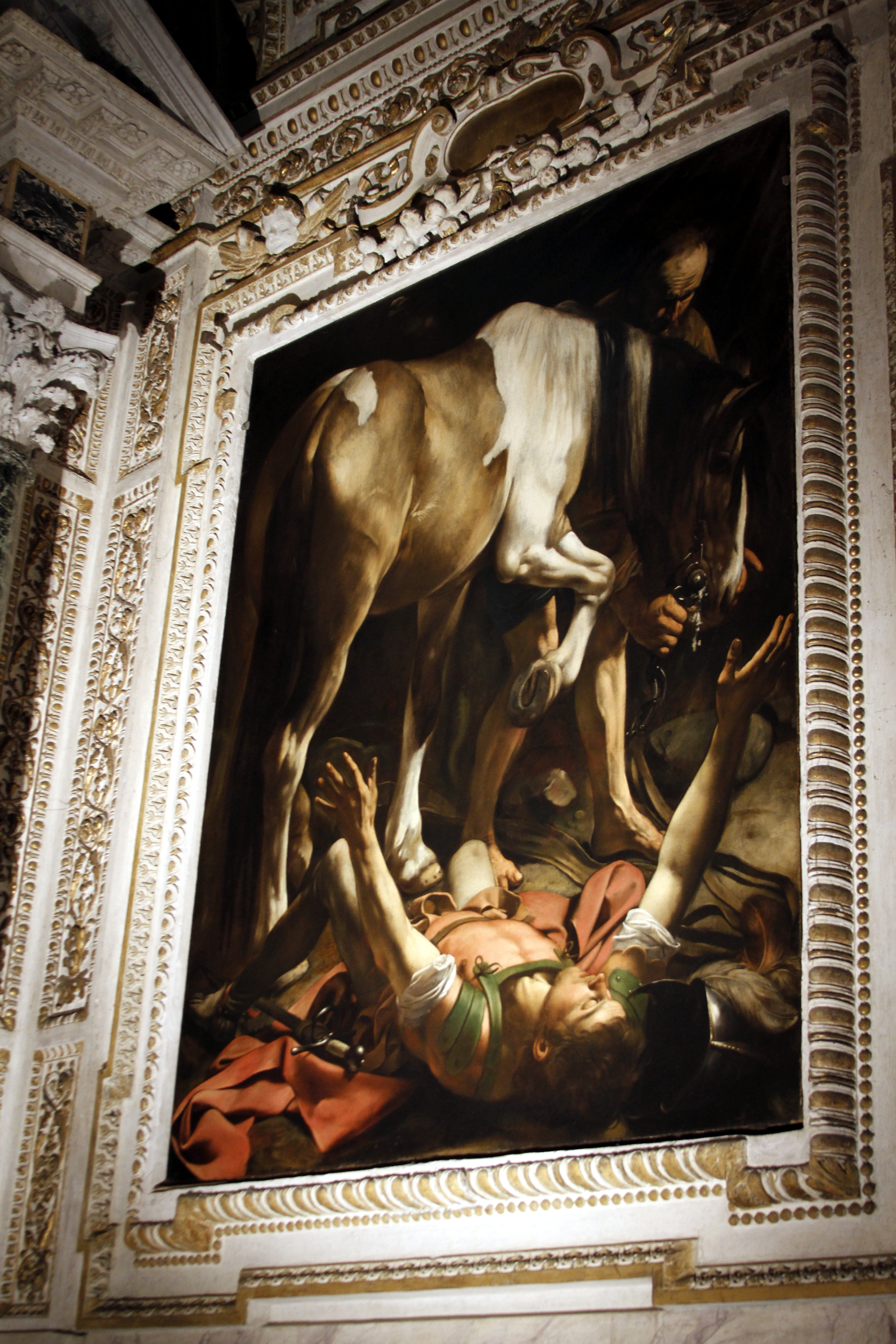
Караваджо. Обращение Святого Павла. 1601. Церковь Санта-Мария-дель-Пополо, Рим
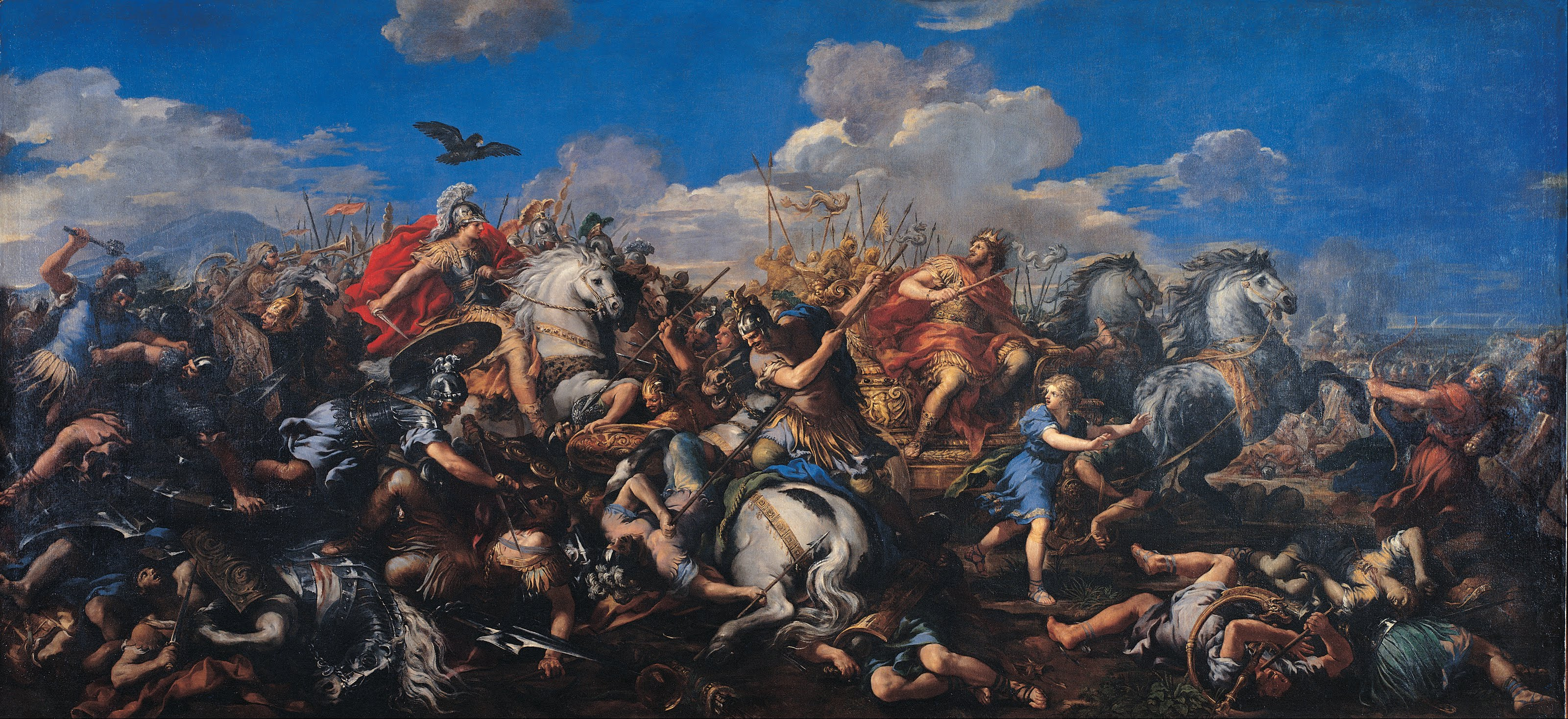
Пьетро да Кортона. Битва Александра Македонского с Дарием. Между 1644 и 1650. Капитолийские музеи, Рим
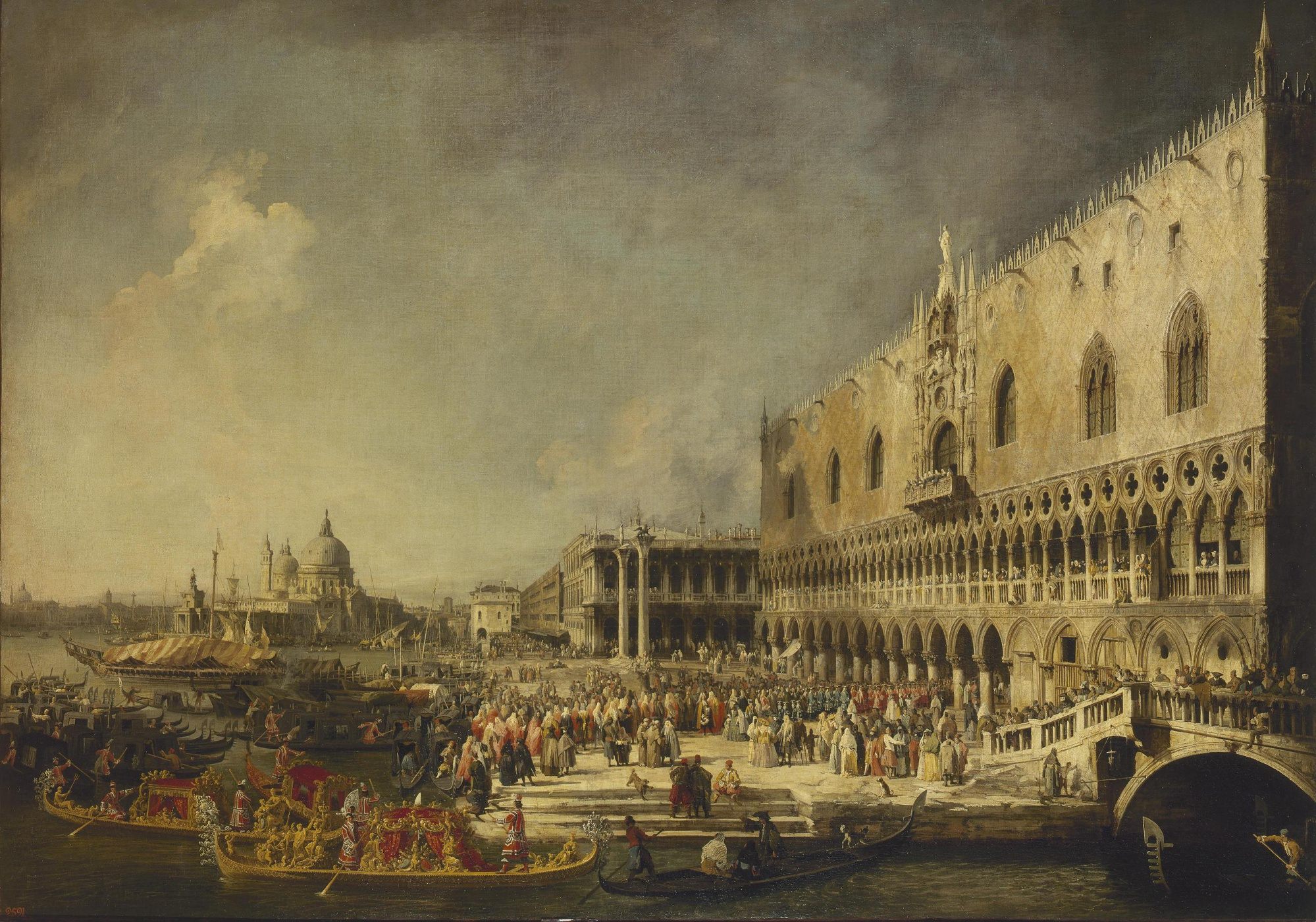
Каналетто. Приём Французского посла в Венеции. 1726. Государственный Эрмитаж, Санкт-Петербург
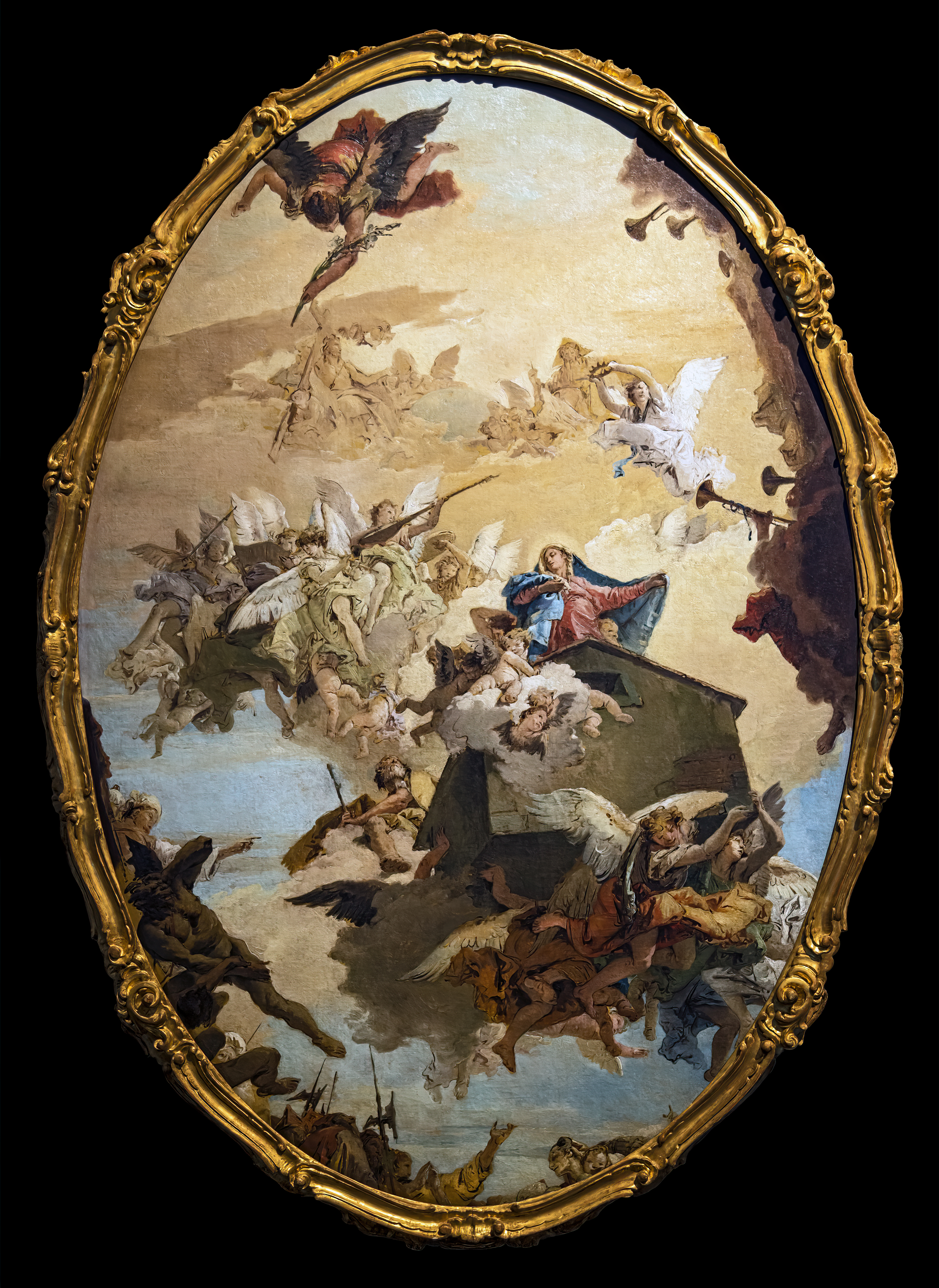
Дж. Б. Тьеполо. Перенесение Святого дома из Лорето. 1743. Галерея Академии, Венеция

## Скульптура
Гением итальянского барокко как в архитектуре, так и в скульптуре, является Джан Лоренцо Бернини (1598—1680). В капелле Корнаро церкви Санта-Мария-делла-Виттория, где расположена его знаменитая скульптурная группа «Экстаз Святой Терезы Авильской», этот художник и теоретик искусства контрреформации делает всё для того, чтобы мистическое видение Святой Терезы ощущалось зрителем не только достоверным, материальным, но как сиюминутно происходящее. Пространство капеллы, включая боковые стены с «обманками» мраморных лоджий, в которых рельефно изображены восемь полуфигур членов семьи Корнаро, киворий на колоннах с льющимся сверху потоком золотистого света, создает некое театральное действо.

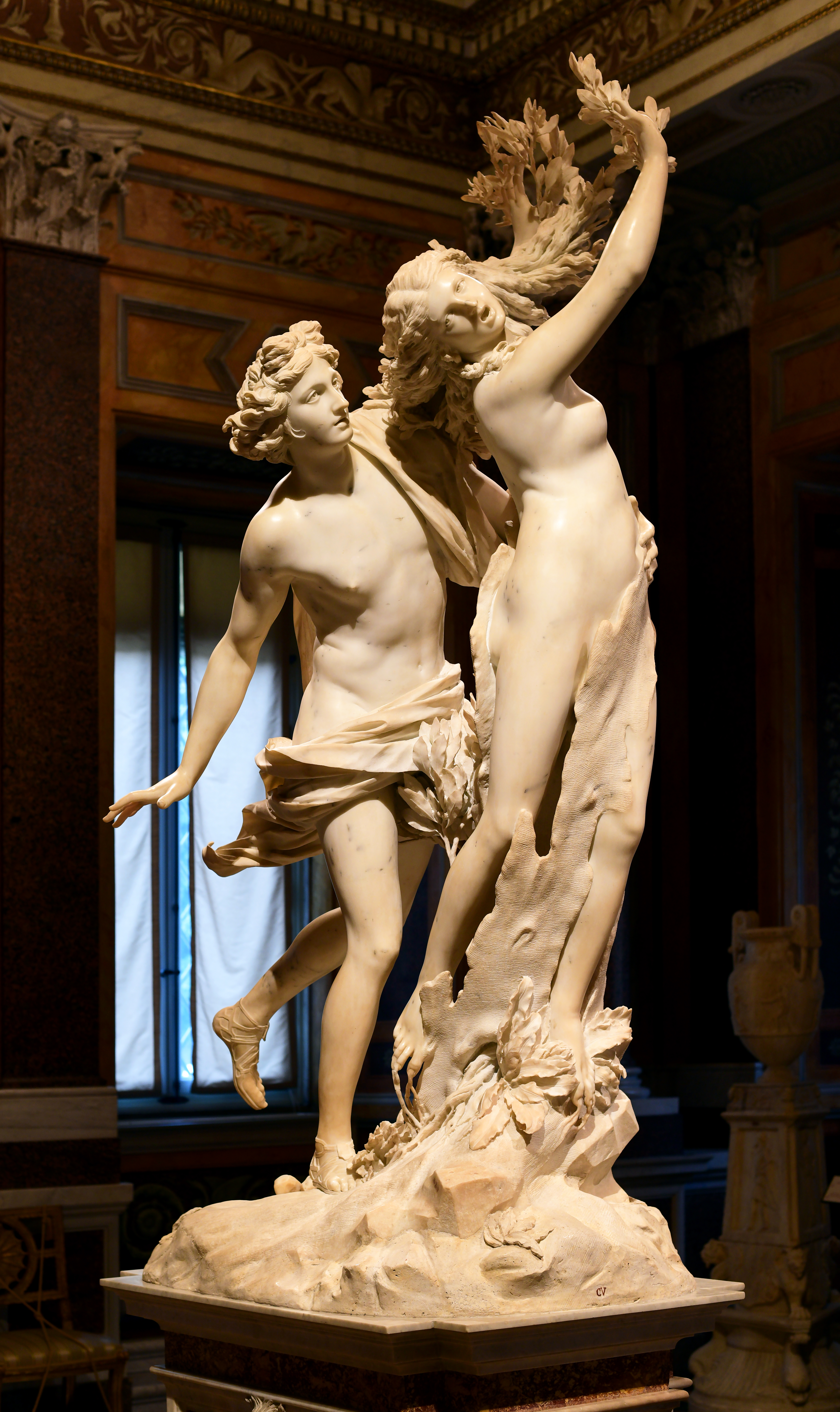
Дж. Л. Бернини. Аполлон и Дафна. 1622-1625. Галерея Боргезе, Рим
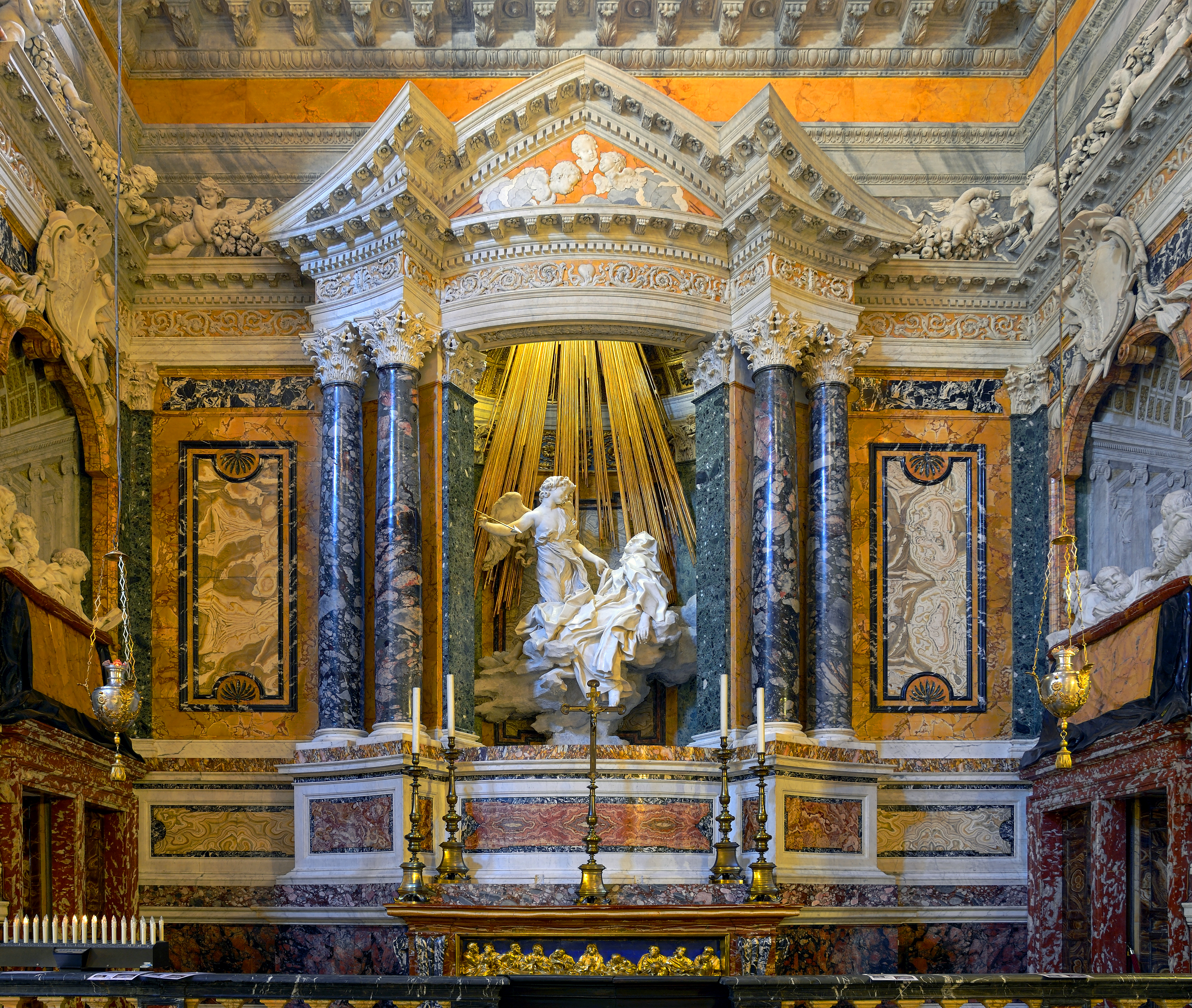
Дж. Л. Бернини. Экстаз святой Терезы. 1647-1651. Капелла Корнаро. Церковь Санта-Мария-делла-Витториа, Рим
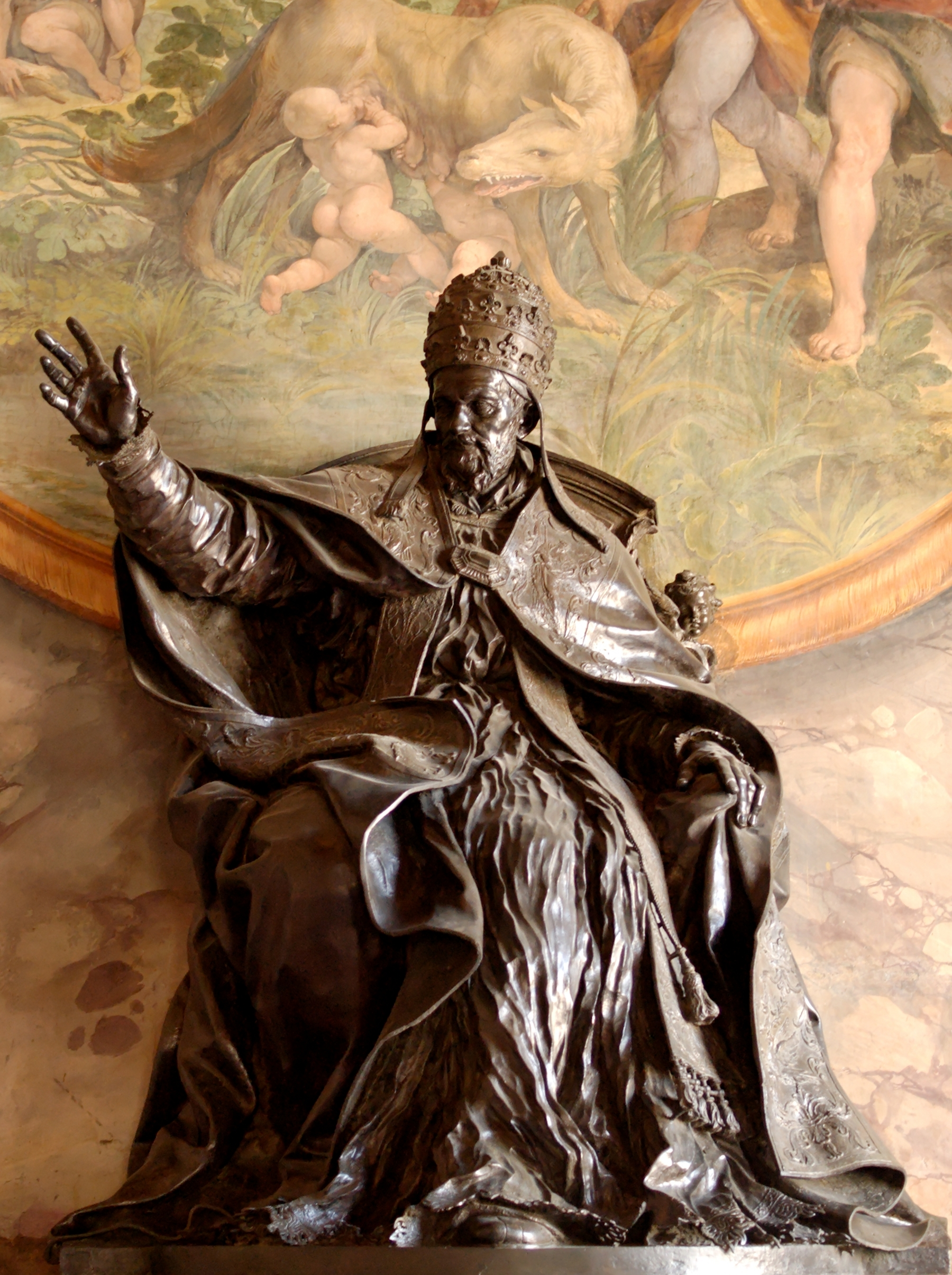
А. Альгарди. Иннокентий X. 1645–1649. Капитолийские музеи, Рим
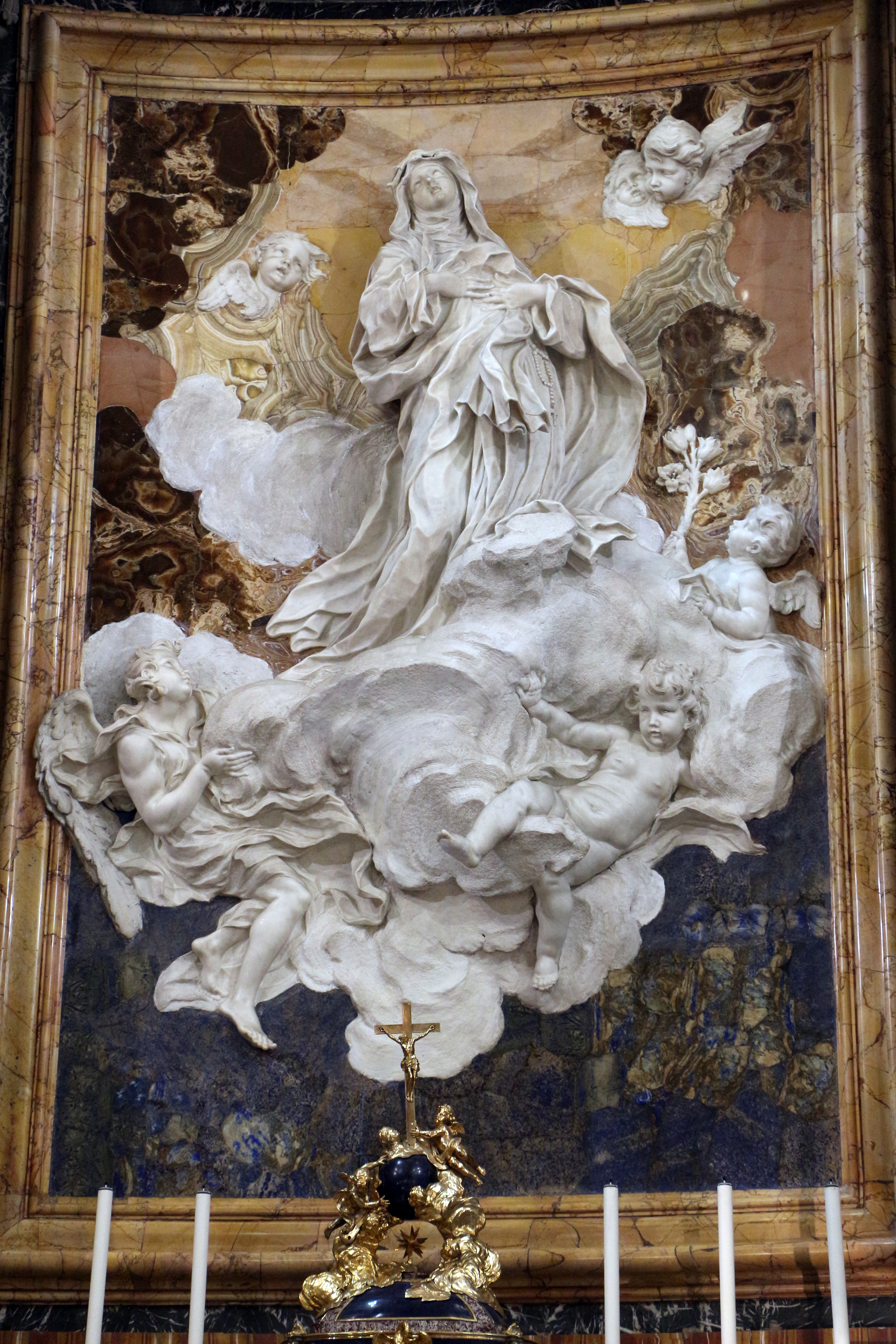
М. Кафа. Экстаз Святой Екатерины Сиенской. 1666. Церковь Санта-Катерина-а-Маньянаполи, Рим
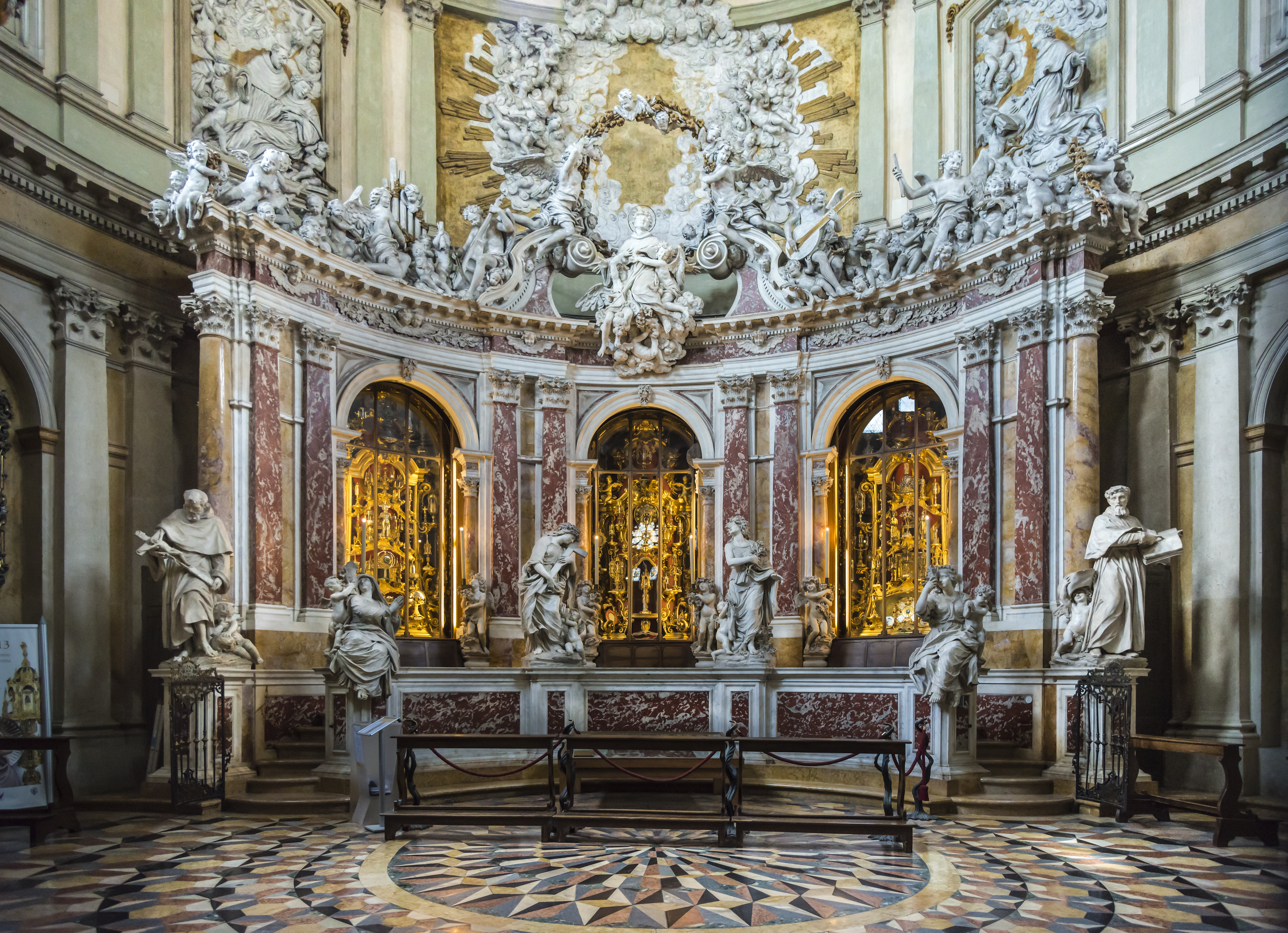
Ф. Пароди. Статуи Капеллы реликвий.  1689-1697. Базилика Святого Антония, Падуя

## Музыка
- Течения: Флорентийская камерата, Кончерто гроссо, Итальянская опера
- Композиторы Италии: Арканджело Корелли, Доменико Скарлатти, Джованни Джироламо Капсбергер, Виттория Алеотти, Винченцо Галилеи, Микеланджело Галилей, Алессандро Гранди, Джованни Пикки, Джироламо Фрескобальди, Марко да Гальяно, Андреа Фальконьери, Франческа Каччини, Карло Фарина, Франческо Кавалли и др.
- Характерные произведения: «Итальянский концерт» Баха, Томазо Джованни Альбинони «Адажио», Клаудио Монтеверди «Орфей» (1607), Антонио Вивальди «Il cimento dell’armonia e dell’inventione»
- Исполнители: Фаринелли
- Инструменталисты: Антонио Страдивари, Бартоломео Кристофори